# Titularbistum Paraetonium
Paraetonium (ital.: Paretonio) ist ein Titularbistum der römisch-katholischen Kirche. Es geht zurück auf ein untergegangenes Bistum der antiken Stadt Paraitonion (heute Marsa Matruh im nordwestlichen Ägypten), die in der römischen Provinz Creta et Cyrene bzw. in der Spätantike Libya inferior lag. Der Bischofssitz war der Kirchenprovinz Darnis zugeordnet.
| Titularbischöfe von Paraetonium |                                 | |                   |                  |
| Nr.                             | Name                            | Amt | von               | bis              |
| 1                               | Heinrich Vieter SAC             | Apostolischer Vikar von Kamerun (Deutsch-Kamerun/Französisch-Kamerun) | 24. Dezember 1904 | 7. November 1914 |
| 2                               | Giacinto Tonizza OFM            | Apostolischer Vikar von Tripolitana (Italienisch-Libyen) | 7. August 1919    | 16. April 1935   |
| 3                               | François Person SMA             | Apostolischer Vikar der Elfenbeinküste (Französisch-Westafrika) | 9. Dezember 1935  | 8. Juli 1938     |
| 4                               | Frans Joseph Bruls Canisius SMM | 7. Januar 1939 – 27. Juni 1939 Apostolischer Koadjutorvikar von Los Llanos de San Martín (Piani di San Martino), 27. Juni 1939 – 11. Februar 1964 Apostolischer Vikar von Los Llanos de San Martín (Piani di San Martino) (Kolumbien) | 7. Januar 1939    | 11. Februar 1964 |